# Mörder, Hoffnung der Frauen (Oper)
Mörder, Hoffnung der Frauen ist eine Oper in einem Akt von Paul Hindemith (Musik) mit einem Libretto von Oskar Kokoschka. Die Uraufführung fand am 4. Juni 1921 im Württembergischen Landestheater Stuttgart statt.

## Handlung
Die Handlung spielt im Altertum. Das inhaltliche Geschehen ist aus dem Text nur in groben Zügen erfassbar. Wilde Krieger belagern eine von Frauen bewohnte Burg: „Nachthimmel. Turm mit großer gitterner Eisentür. Fackellicht. Boden zum Turm ansteigend.“
Ein Mann („weißes Gesicht, blaugepanzert, Stirntuch, das eine Wunde bedeckt“), löst sich aus der Kriegergruppe („graue und rote Kopftücher, weiße, schwarze und braune Kleider, Zeichen auf den Kleidern, nackte Beine, hohe Fackelstangen, Schellen, Getöse“). Sie versuchen „müde und unwillig“, ihn aufzuhalten, reißen sein Pferd nieder. Auf der rechten Seite steigen Mädchen mit ihrer Anführerin („rote Kleider, offene gelbe Haare, groß“) über eine Stiege von der Burgmauer herunter. Die Mädchen und Krieger beobachten neugierig und gespannt die Begegnung der beiden. Einige glauben, eine erotische Anziehung zwischen ihnen zu bemerken. Andere fürchten sich. Die Krieger höhnen und feuern den Mann an, die Frau zu vergewaltigen. Als die Frau das Gespräch beginnt, fährt der Mann wütend auf und befiehlt seinen Leuten, ihr sein Zeichen in die Haut zu brennen. Der Befehl wird ausgeführt. Die Frau schreit vor Schmerz auf, springt den Mann aber mit einem Messer an und verwundet ihn. Die Krieger sagen sich nun von ihm los und laden die bereitwilligen Mädchen zum Liebesspiel ein. Anschließend legen Krieger und Mädchen gemeinsam den Mann auf eine Bahre und sperren ihn in den Turm. Die Frau rüttelt am Gitter. Sie verlangt, zu dem Mann gelassen zu werden – doch Krieger und Mädchen behaupten, den Schlüssel verloren zu haben. Bei Tagesanbruch spricht die Frau den Mann an. Er erhebt sich langsam, antwortet aber zunächst nur verwirrt. Die Frau steigt zitternd die Stiege hinauf, lacht dann laut. Inzwischen ist der Mann aufgestanden und lehnt sich an das Gitter. Ein Hahn schreit. Der Mann kann nun wieder kraftvoll sprechen. Die Frau geht auf ihn zu. Sie „liegt ganz auf ihm; getrennt durch das Gitter“, öffnet langsam das Tor und spricht ihn zärtlich an: „Es ist dein Weib!“ Dann schreit sie heftig auf: „Ich will dich nicht leben lassen. Du! Du schwächst mich!“ Sie lässt das Gitter los und bricht auf der Stiege zusammen. Der Mann reißt das Tor auf und berührt die Frau „mit den Fingern der ausgestreckten Hand“. Im Sterben ergreift sie eine Fackel, die alles in einen Funkenregen hüllt. Krieger und Mädchen fliehen vor dem Mann, den sie nun für den Teufel halten. Er erschlägt sie „wie Mücken“. Der Turm gerät in Brand und reißt „von unten nach oben“ auf. Der Mann enteilt durch die entstehende Feuergasse. In der Ferne schreit ein Hahn.

## Gestaltung

### Instrumentation
Die Orchesterbesetzung der Oper enthält die folgenden Instrumente:
- Holzbläser: drei Flöten (3. auch Piccolo), zwei Oboen, Englischhorn, zwei Klarinetten, Bassklarinette, zwei Fagotte, Kontrafagott
- Blechbläser: sechs Hörner, vier Trompeten, drei Posaunen, Tuba
- Pauken, Schlagzeug (drei Spieler): Triangel, hängendes Becken, Beckenpaar, Tamtam, Rührtrommel, Kleine Trommel, Große Trommel
- zwei Harfen
- Streicher (stark besetzt)
- Bühnenmusik: der 5. und 6. Hornist und der 1. und 2. Posaunist spielen zu Beginn auf der Bühne

### Musik
Hindemiths Mörder, Hoffnung der Frauen ist wie Arnolds Schönbergs Glückliche Hand und Ernst Kreneks Orpheus und Eurydike ein Prototyp der expressionistischen Oper. Für Kurt Pahlen war diese Oper ein „Markstein einer kaum überschaubaren, durcheinanderstürzenden Epoche von Kriegsende, Zusammenbruch, Untergang, Fanatismus.“ Sie ist durch großangelegte Steigerungen und dramatische Ausbrüche gekennzeichnet. Formal entspricht der Aufbau der Partitur dem klassischen Modell der viersätzigen Sinfonie bzw. der Sonatensatzform. Nach einem Kopfsatz ohne Reprise folgen zwei ruhige Mittelsätze, die sich auch durch die hellere Instrumentierung abheben. Den Schluss bildet ein umfangreiches Rondo-Finale. Hindemith wurde dabei möglicherweise durch Friedrich Kloses dramatische Symphonie Ilsebill inspiriert, die 1918 im Rahmen einer „Friedrich-Klose-Woche“ in München aufgeführt worden war.:546
Die Musik ist durchkomponiert und trägt viele spätromantische Züge sowie Anklänge an Richard Wagner, die zum Teil der Kennzeichnung der – nach dem Verständnis Kokoschkas – alten matriarchalischen Welt dienen. Stilistisch wirkt das Werk dadurch orientierungslos.

### Libretto
Das Drama Mörder Hoffnung der Frauen ist ein Frühwerk Oskar Kokoschkas. Er schrieb es 1907 für das Gartentheater der Wiener Kunstschau. Anschließend überarbeitete er es noch mehrere Male. Hindemith nutzte die vierte und letzte Fassung, die 1917 zusammen mit Kokoschkas Schauspiel Der brennende Dornbusch im Band 41 der Broschürenreihe Der jüngste Tag erschienen war. Er vertonte es mit wenigen Auslassungen wörtlich.
Das Drama galt als „Prototyp expressionistischer Bühnenkunst“. Durch die Einheit von Zeit, Raum und Handlung entspricht der Aufbau dem eines klassischen Dramas. Eine ursächliche Verbindung der Szenen ist jedoch nicht zu erkennen. Die Handlung wird durch Gebärden, Licht- und Farbeffekte „illusioniert“.
Der Inhalt stellt aus männlicher Sicht einen gewalttätigen archaischen Geschlechterkampf dar, der in den als Befreiung angesehenen Tod der Frau mündet.:176 Damit verbildlicht er Friedrich Nietzsches in seiner Schrift Ecce homo getroffene Aussage, dass die Liebe „in ihren Mitteln der Krieg, in ihrem Grunde der Todhass der Geschlechter“ sei. Der Musikkritiker Ulrich Schreiber bezeichnete den Text als ein „mit anti-emanzipatorischen Zügen durchsetzte[s] kultische[s] Suggestionstheater“. Die Tötung der Frau durch den ausgestreckten Finger ist eine Anspielung an Michelangelo Buonarrotis Fresko Die Erschaffung Adams in der Sixtinischen Kapelle. Die Gestaltung des Mannes ist durch Otto Weiningers Hauptwerk Geschlecht und Charakter inspiriert.:546 Auch Johann Jakob Bachofens Schrift Das Mutterrecht zählt zu den Vorbildern.

## Werkgeschichte
Mörder, Hoffnung der Frauen ist Hindemith erstes Bühnenwerk. Er stellte die Komposition am 9. August 1919 fertig. Es bildet zusammen mit seinen Werken Das Nusch-Nuschi (1921) und Sancta Susanna (1922) ein Triptychon von Opern-Einaktern unterschiedlichen Charakters, die jeweils eine der drei Spielarten der Liebe behandeln (archaisch-brutal, fröhlich verspielt bzw. christlich-repressiv).:110
Bei der Uraufführung am 4. Juni 1921 im Württembergischen Landestheater Stuttgart sangen Erna Ellmenreich (Frau) und Theodor Scheidl (Mann). Die musikalische Leitung hatte Fritz Busch, die Inszenierung stammte von Otto Erhardt, Kostüme, Bühnenbild und Choreographie von Oskar Schlemmer. Am selben Tag wurde dort auch Hindemiths zweiter Einakter Das Nusch-Nuschi erstmals aufgeführt. Die Uraufführung wurde stürmisch bejubelt. Bei der zweiten Aufführung kam es dagegen zu gezielten kulturpolitisch motivierten Tumulten unter moralischem Vorwand.
Im folgenden Jahr wurden alle drei Einakter in Frankfurt aufgeführt. Dort wiederholte sich der Skandal. Der Kritiker der Zeitschrift für Musik schrieb im Juli 1922:

„Die Bücher der drei Einakter (Kokoschkas Mörder ein völlig unfaßliches Gefasel […]) sollten tatsächlich von jedem als absolut wertlos empfunden werden. Hindemiths Musik kreist in den Bahnen des rastlosen Expressionismus; ohne jedes melodische Empfinden […] werden von dem überladenen Orchester ungeheuerliche Akkorde getürmt, dann wieder herrscht gähnende Leere.“

Nach der Uraufführung gab es zunächst bis 1923 Aufführungen in Frankfurt am Main, Dresden, Prag, Lübeck und Essen. Da sich die Begleitumstände nicht besserten, sperrte Hindemith 1934 das Triptychon zunächst und verbot es 1958 vollständig. Nach dem Tod Hindemiths und seiner Ehefrau wurde Mörder, Hoffnung der Frauen erst wieder 1969 in Darmstadt zusammen mit Das Nusch-Nuschi gespielt. 1988 wurde das ganze Triptychon konzertant in Frankfurt am Main gegeben. Erst 1993 wurden die drei Werke wieder gemeinsam szenisch aufgeführt.:545 Eine Liste der Aufführungen findet sich auf der Website von Schott Music:
- 26. März 1922 – Oper Frankfurt am Main. Dirigent: Ludwig Rottenberg, mit Robert vom Scheidt[1]
- 12. Dezember 1922 – Staatsoper Dresden. Dirigent: Fritz Busch, Bühnenbild: Oskar Kokoschka[1]
- 3. März 1923 – Neues Deutsches Theater Prag. Dirigent: Alexander von Zemlinsky
- 1. November 1923 – Stadttheater Lübeck. Dirigent: Mannstaedt
- 6. Dezember 1923 – Städtische Bühnen Essen. Dirigent: Ferdinand Drost
- 11. November 1969 – Landestheater Darmstadt. Dirigent: Hans Drewanz
- 9. Juni 1983 – Theater Carré Amsterdam. Dirigent: Reinbert de Leeuw
- 18. Dezember 1988 – Frankfurt am Main. Dirigent: Gerd Albrecht, Frankfurter Opern- und Museumsorchester
- 6. Oktober 1991 – Hochschule für Musik und Theater Hamburg. Dirigent: Jan Michael Horstmann
- 15. Januar 1993 – Theater Trier. Dirigent: Reinhard Petersen
- 15. Januar 1995 – Barbican Hall London. Dirigent: Andrew Davis, BBC Symphony Orchestra
- 17. Juli 1995 – Ystadsoper Stockholm. Dirigent: Sören Nielzen
- 31. Oktober 1995 – Tokyo. Dirigent: Kazushi Ōno, Philharmonieorchester Tokio
- März 2001 – Staatstheater Wiesbaden und Hebbel-Theater Berlin. Dirigent: Hermann Bäumer, RIAS Jugendorchester
- 29. September 2001 – Oper Köln. Dirigent: Gerd Albrecht
- 4. März 2004 – Avery Fisher Hall im Lincoln Center, New York. Dirigent: Leon Botstein, American Symphony Orchestra
- Dezember 2008 – Great St Mary’s Church, Cambridge. Dirigent: Julian Black
- Januar 2009 – St James’s, Piccadilly, London. Dirigent: Julian Black
- September/Oktober 2012 – Oper Bonn. Dirigent: Stefan Blunier
- Juni–September 2013 – Theater Osnabrück. Dirigent: Andreas Hotz
- 8. Juli 2018 – Auditorium Grafenegg. Dirigent: Leon Botstein

## Aufnahmen
- 1986 (Studio-Aufnahme; vollständig; Opernwelt-CD-Tipp: „DDD-Aufnahme“[7]): Gerd Albrecht (Dirigent), Rundfunk-Sinfonieorchester Berlin, RIAS Kammerchor Berlin. Franz Grundheber (Mann), Gabriele Schnaut (Frau), Wilfried Gahmlich (1. Krieger), Victor von Halem (2. Krieger), Bengt-Ole Magnusson (3. Krieger), Lucy Peacock (1. Mädchen), Gabriele Schreckenbach (2. Mädchen), Béatrice Haldas (3. Mädchen). Wergo CD: 60132-50 (1 CD), Wergo LP: 60132 (1 LP).[12]:7185
- März 2001 (live aus dem Hebbel-Theater Berlin): Hermann Bäumer (Dirigent), RIAS-Jugendorchester Berlin. Joakim Klüft (Mann), Erika Wahl (Frau), Björn Bobach, Steffen Köllner und Timo Päch (Krieger), Ah-Rang Lee, Cornelia Marschall und Márta Rósza (Mädchen).[12]:7186